# Al-Mukharram
Al-Mukharram (tiếng Ả Rập: المخرم), Còn được gọi là Mukharram al-Fawqani (tiếng Ả Rập: المخرم الفوقاني; cũng đánh vần Makhem Fuqani hoặc Mkhurem Fouqani) là một thành phố nhỏ ở miền trung Syria, thủ đô của -al Mukharram Quận, hành chính một phần của Homs, nằm 42 kilômét (26 dặm) về phía đông bắc của Homs.

## Lịch sử
Năm 1838, al-Mukharram được phân loại là một khirba ("ngôi làng bị hủy hoại" hoặc "bị bỏ hoang") ở quận Salamiyah. Vùng chung của sa mạc phía đông Homs và Hama đã được tái lập vào cuối thế kỷ 19 bởi những người Bedouin địa phương và nông dân Ismaili và Alawite từ các khu vực phía tây Homs và Hama, cũng như Circassian. Thị trấn hiện đại là của al-Mukharram được thành lập vào năm 1882, mặc dù cư dân của nó phải vật lộn để kiếm sống ngoài vùng bán khô cằn.
Vào năm 1960, al-Mukharram vẫn là một ngôi làng nghèo khó, được các gia đình người chia sẻ Alawite thuê bởi những chủ nhà ở Homs. Trong những trường hợp này, Quân đội Syria đã cung cấp một sự thay thế hấp dẫn cho những người đàn ông trong làng để tiến lên về mặt xã hội và kinh tế. Nhiều nhân vật trong thị trấn đã phục vụ ở các vị trí cao trong bộ máy an ninh và quân sự Syria, bao gồm Muhammad Umran, cựu Bộ trưởng Quốc phòng (đầu năm 1966), có cha là một shaykh tôn giáo và lãnh đạo địa phương của thị trấn. Các nhân vật quân sự Syria đáng chú ý khác từ al-Mukharram bao gồm Ahmed Sa'id Salih, cựu Giám đốc An ninh Chính trị (1970-1987) và Phó Bộ trưởng Nội vụ, Adnan Badr Hassan, một cựu Chánh Văn phòng An ninh Chính trị (1987-2002), và Abd al-Karim al-Razzuq, chỉ huy cuối thập niên 1970 của quân đoàn tên lửa và lực lượng phòng không.
Năm 1968, al-Mukharram trở thành thủ phủ của quận, từ đó đã chia sẻ tên của nó, thay thế Jubb al-Jarrah, trung tâm quận cũ. Mặc dù dân số của làng chỉ là 2.170 vào năm 1970, thấp hơn ngưỡng do chính phủ chỉ định để trở thành một quận, nhưng mối quan hệ chặt chẽ giữa người dân và cơ sở an ninh cho phép al-Mukharram được thăng chức là vai trò hiện tại, theo nhà nhân chủng học. Fabrice Balanche.
Thành phố cổ al-Mukharram vẫn là một khu dân cư và thương mại. Thành phố hiện đại này có một số trường học và cao đẳng cộng đồng, một trạm thời tiết, một nhà máy sản xuất thảm lớn và một nhà kho lớn để lưu trữ hạt giống động vật. Nông nghiệp và chăn nuôi, cụ thể là gia súc và cừu, tạo thành một ngành chính của nền kinh tế al-Mukharram. Các loại ngũ cốc được trồng ở vùng đất khô, rau ở đồng bằng và ô liu, nho, quả hồ trăn và hạnh nhân ở vùng đất được tưới tiêu ở vùng đồi núi của thành phố. Các sản phẩm nông nghiệp chính là ô liu và hạnh nhân. Vụ mùa thứ hai đã trở thành đối tượng của lễ kỷ niệm, với các cư dân tổ chức "Lễ hội hạnh nhân" hàng năm kể từ năm 2010 

## Địa lý
Al-Mukharram nằm trên một đồng bằng dọc theo rìa phía tây của sa mạc Syria, phía đông thung lũng sông Orontes trung tâm. Nó nằm 42 kilômét (26 dặm) về phía đông bắc của Homs, các Governorate vốn, và phía nam của Salamiyah. Thành phố cổ Al-Mukharram của ngồi trên Tell al-Shayb đồi, trong khi thị trấn hiện đại đã được mở rộng lên đến 1,2 kilômét (0,7 dặm) từ và xung quanh đồi. Khu vực thành phố bao gồm khoảng 600 ha. Các địa phương lân cận bao gồm al-Mukharram al-Tahtani về phía tây bắc, Uthmaniyah ở phía bắc, Abu Hakfah al-Janubi về hướng đông bắc, Sankari và Jubb al-Jarrah về phía đông, Umm Jabab và Umm Tuwaynah ở phía nam và Umm al-Amad và Buwaydat Salamiyah ở phía tây.

## Nhân khẩu học
Theo Cục Thống kê Trung ương Syria (CBS), al-Mukharram có dân số 6,202 trong cuộc điều tra dân số năm 2004. Đây là trung tâm hành chính và địa phương lớn nhất trong al-Mukharram nahiyah ("phó huyện") bao gồm 30 địa phương với dân số tập thể là 32.447 vào năm 2004. Cư dân của al-Mukharram và các địa phương của quận chủ yếu là thành viên của cộng đồng Alawite, đặc biệt từ liên minh bộ lạc Khayyatin.